# Tianeptina
Tianeptina é um antidepressivo tricíclico. Tianeptina se caracteriza por: uma atividade sobre os distúrbios do humor, o que a situa em posição mediana, na classificação bipolar, entre os antidepressivos sedativos e os antidepressivos estimulantes; uma atividade nítida sobre as queixas somáticas, em particular as queixas digestivas, ligadas à ansiedade e aos distúrbios do humor; uma atividade sobre os distúrbios do caráter e do comportamento do etilista no período de abstinência.
Como todos os medicamentos, tem reacções adversas que são: náuseas, vómitos, anorexia, gastralgias,obstipação, dores abdominais, flatulências e secura de boca.

## Mecanismo de ação
Tianeptina é o mais polemico antidepressivo que existe, porque ele diminui a serotonina no cérebro em vez de aumentar.
Pesquisas atuais sugerem que a tianeptina produz seus efeitos antidepressivos através da modulação da atividade do receptor glutamatérgico (por exemplo, receptores AMPA e receptores NMDA) e afeta a liberação do fator neurotrófico derivado do cérebro (BDNF), que afeta a plasticidade neural.